# 全農エネルギー
全農エネルギー株式会社（ぜんのうエネルギー）は、JA全農の子会社。SS事業、基地事業、ガス事業を行う。
1979年12月7日に全農燃料ターミナル株式会社（ぜんのうねんりょうターミナル）として設立し、2004年4月1日に全農燃料テクノ、全農オートと合併し、現社名に商号変更した。

## SS事業
JA-SSブランドで、ガソリンスタンドの運営を行う。

## 基地事業
JA全農より石油基地の運営を受託。保管・出荷、JA-SSへの配送を行う。香川県にはLPガスの輸入基地を保有し、四国地区へのタンクローリーでの配送およびタンカーでの沿岸基地への転送を行う。
- 仙台石油基地 - 〒983-0001 仙台市宮城野区港4-12-1
- 新潟石油基地 - 〒957-0101 新潟県北蒲原郡聖籠町東港1-1-217
- 金沢石油基地 - 〒920-0231 金沢市大野町4-40-137
- 唐津石油基地 - 〒847-0872 佐賀県唐津市西大島町19-31
- 有明石油基地 - 〒836-0067 福岡県大牟田市四山町100
- 坂出輸入基地（LPガス） - 〒762-0012 香川県坂出市林田町字番屋前4285

## ガス事業
LPガス充填所・容器検査所を運営。クミアイプロパンブランドでの家庭向けLPガスやガス器具の販売を行う。